# Lijst van trainers van KV Kortrijk
Deze lijst omvat de voetbalcoaches die de Belgische club KV Kortrijk hebben getraind vanaf 1971 tot op heden.

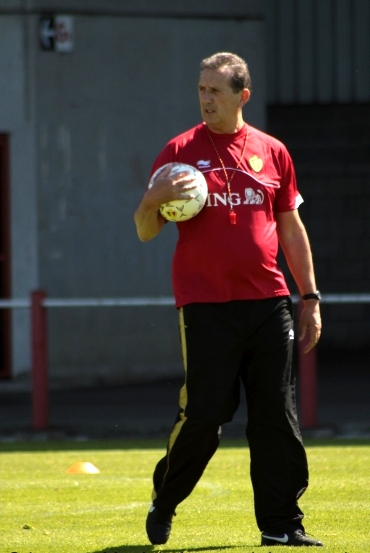
Georges Leekens werd in 1988/89 voor het eerst trainer van KV Kortrijk. Toen Hein Vanhaezebrouck in 2009 naar KRC Genk vertrok, keerde Leekens terug.

| Seizoen | Trainer(s) |
| ------- | --- |
| 2024/25 | Bernd Storck Yves Vanderhaeghe (tot 19 februari 2025) Freyr Alexandersson (tot 17 december 2024)                                           |
| 2023/24 | Freyr Alexandersson Joseph Akpala (ad interim tot 5 januari 2024) Glen De Boeck (tot 6 december 2023) Edward Still (tot 25 september 2023) |
| 2022/23 | Bernd Storck Adnan Čustović (tot 14 november 2022) Karim Belhocine (tot 19 augustus 2022)                                                  |
| 2021/22 | Karim Belhocine Luka Elsner (tot 7 oktober 2021)                                                                                           |
| 2020/21 | Luka Elsner Yves Vanderhaeghe (tot 31 januari 2021)                                                                                        |
| 2019/20 | Yves Vanderhaeghe |
| 2018/19 | Yves Vanderhaeghe Glen De Boeck (tot 15 november 2018)                                                                                     |
| 2017/18 | Glen De Boeck Yannis Anastasiou (tot 8 november 2017)                                                                                      |
| 2016/17 | Karim Belhocine Bart Van Lancker (tot 8 maart 2017) Karim Belhocine (tot 29 augustus 2016)                                                 |
| 2015/16 | Patrick De Wilde Karim Belhocine (tot 31 maart 2016) Johan Walem (tot 8 februari 2016)                                                     |
| 2014/15 | Yves Vanderhaeghe |
| 2013/14 | Hein Vanhaezebrouck |
| 2012/13 | Hein Vanhaezebrouck |
| 2011/12 | Hein Vanhaezebrouck |
| 2010/11 | Hein Vanhaezebrouck |
| 2009/10 | Georges Leekens |
| 2008/09 | Hein Vanhaezebrouck |
| 2007/08 | Hein Vanhaezebrouck |
| 2006/07 | Hein Vanhaezebrouck |
| 2005/06 | Manu Ferrera |
| 2004/05 | Manu Ferrera Rudi Verkempinck (tot september 2004)                                                                                         |
| 2003/04 | Manu Ferrera Angelo Nijskens (tot januari 2004)                                                                                            |
| 2002/03 | Franky Dekenne Boudewijn Braem (tot 14 februari 2003)                                                                                      |
| 2001/02 | Boudewijn Braem |
| 2000/01 | Gerrit Laverge |
| 1999/00 | Eddy Kinsabil Luc Vanderschommen (tot 29 september 1999)                                                                                   |
| 1998/99 | Michel De Wolf |
| 1997/98 | Regi Van Acker |
| 1996/97 | Regi Van Acker |
| 1995/96 | Regi Van Acker |
| 1994/95 | Patrick Van Geem |
| 1993/94 | James Storme |
| 1992/93 | Franky Janssens Johan Boskamp (tot januari 1993)                                                                                           |
| 1991/92 | Boudewijn Braem |
| 1990/91 | René Desaeyere |
| 1989/90 | Henk Houwaart |
| 1988/89 | Georges Leekens |
| 1987/88 | Eddy Kinsabil |
| 1986/87 | Han Grijzenhout Aad Koudijzer (tot maart 1987)                                                                                             |
| 1985/86 | Dimitri Davidović |
| 1984/85 | André Van Maldeghem |
| 1983/84 | Wim Reijers |
| 1982/83 | Henk Houwaart |
| 1981/82 | Henk Houwaart |
| 1980/81 | Henk Houwaart |
| 1979/80 | Henk Houwaart |
| 1978/79 | Raymond Mertens Maryan Brncic Georges Heylens                                                                                              |
| 1977/78 | Georges Heylens |
| 1976/77 | Georges Heylens |
| 1975/76 | Georges Heylens |
| 1974/75 | André Van Maldeghem |
| 1973/74 | André Van Maldeghem |
| 1972/73 | André Van Maldeghem |
| 1971/72 | André Van Maldeghem |